# Gerardus Mercator
Gerardus Mercator (tudi Gerhardus), [pravo ime Gerard de Cremere ali Gerhard Kremer, flamski kartograf in geograf, *  5. marec 1512, Rupelmonde, Kruibeke, Vzhodna Flamska, Belgija, † 2. december 1594, Duisburg, Nemčija.
Latinska oblika Mercator pomeni »trgovec« ali »prodajalec na trgu«.

## Življenje in delo
Mercator je znan predvsem po valjni kartografski projekciji, pri kateri poldnevniki in vzporedniki postanejo ravne črte in se sekajo pod pravim kotom, kar omogoča navigatorjem, da zarisujejo smer plovbe kot ravne črte. V smeri tečajev se popačenje povečuje. Mercator velja za ustanovitelja sodobne znanstvene kartografije.
Najprej se je šolal v 's-Hertogenboschu, mestu v nizozemski provinci Južni Brabant. Mercator je leta 1532 prejel od belgijske Univerze v Leuvnu naziv magister, kjer je študiral matematiko in astronomijo. Izučil se je za bakrorezca in izdelovalca globusov. Veliko je potoval in se začel zanimati za geografijo. Vrnil se je v Leuven. Pozneje je študiral in deloval skupaj z matematikom, kozmografom, zdravnikom in astronomom Regnierjem Gemmo Frisiusom ter graverjem in zlatarjem Gasparjem a Myrico. Vsi trije so sodelovali pri izdelovanju globusov, zemljevidov in astronomskih inštrumentov.
Leta 1537 je izdelal zemljevid Palestine. Po zaslugi zemljevida sveta, ki ga je objavil leta 1538 in je postal znan zaradi tako imenovane Mercatorjeve projekcije, je Mercator postal najslavnejši kartograf tega stoletja. Leta 1540 je izdelal zemljevid Flandrije.
Mercator je bil človek s širokim intelektualnim potencialom. Ideološko je bil naklonjen reformaciji. Zaradi tega so njegove tolmače obsodili kot krivoverce. Zaradi herezije so ga ujeli in leta 1544 obsodili. V ječi je preživel sedem mesecev. Potem se mu je leta 1552 uspelo iz Antwerpna preseliti v Duisburg, kjer je ostal do smrti, odprl kartografsko delavnico in napisal večino svojih del. Leta 1554 je dokončal zemljevid Evrope na šestih listih. Medtem je učil matematiko. Leta 1564 so ga imenovali za dvornega kartografa vojvode Wilhelma Cleveškega. Leta 1569 je prvič uporabil svojo znamenito projekcijo.
Do konca 1660-ih ni objavil nobenega zemljevida, potem pa je izdal vrsto zemljevidov, znanih pod imenom Atlas, kar je prva znana uporaba imena v ta namen. Skonstruiral in izdal je zemljevid Terrae sanctae descriptio, zemljevid sveta, globus z navodili Libellus de usu globi, Cosmos, nebesni globus in globus Zemlje z navodili Declaratio. S tem je zelo pripomogel k novemu postopku določevanja geografske globine s pomočjo magnetne deklinacije.
Vzpodbudil je Abrahama Orteliusa, da je 20. maja 1570 izdal prvi sodobni atlas sveta Gledališče sveta (Theatrum orbis terrarum). Njegov atlas je izšel leta 1578 in je vseboval izboljšane različice Ptolemajevih zemljevidov, vključno z novimi napakami. Leta 1585 je dodal zemljevide Francije, Nemčije in Nizozemskih dežel. Leta 1588 je dodal še zemljevide balkanskih dežel in Grčije. Leta 1587 je njegov sin Rumold Mercator izdelal nov zemljevid sveta, po očetovem iz leta 1567 in ga izdal z naslovom Atlas sive Cosmographicae Meditationes de Fabrica Mundi et Fabricati Figura v Duisburgu po očetovi smrti leta 1595.